# Bagamanoc
Bagamanoc est une municipalité des Philippines située dans la province de Catanduanes. Elle s'étend au nord-est de l'île du même nom et sur une partie de la petite île de Panay (en) (à ne pas confondre avec la grande île de Panay, au centre des Philippines). Elle a été fondée en 1950.

## Subdivisions
La municipalité de Bagamanoc est divisée en 18 barangays (districts) :
- Antipolo
- Bacak
- Bagatabao
- Bugao
- Cahan
- Hinipaan
- Magsaysay
- Poblacion
- Quezon (Pancayanan)
- Quigaray
- Sagrada
- Salvacion (Panuto)
- San Isidro
- San Rafael (Mahantod)
- San Vicente
- Santa Mesa
- Santa Teresa
- Suchan